# Camillo Marcolini

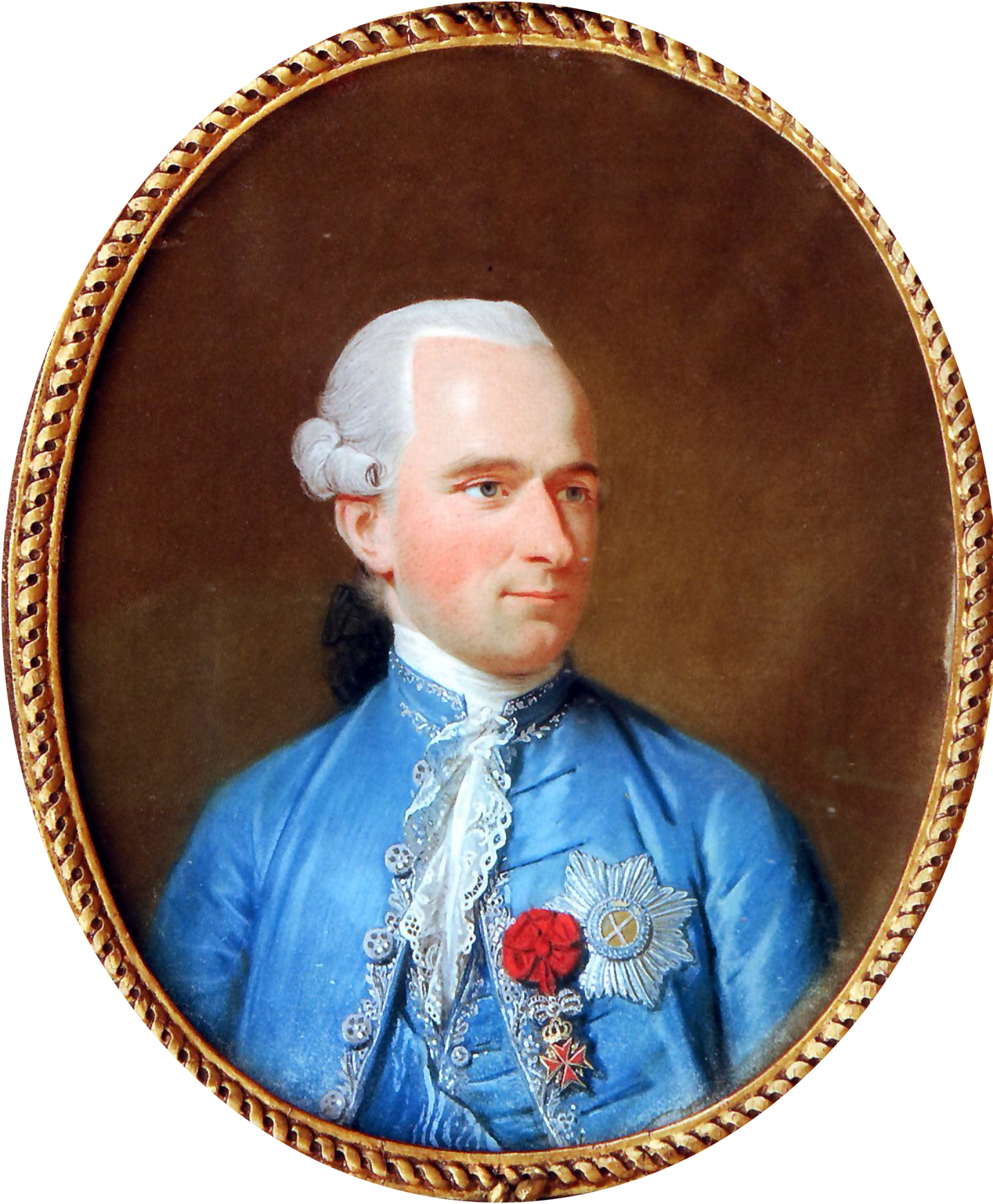
Graf Camillo Marcolini

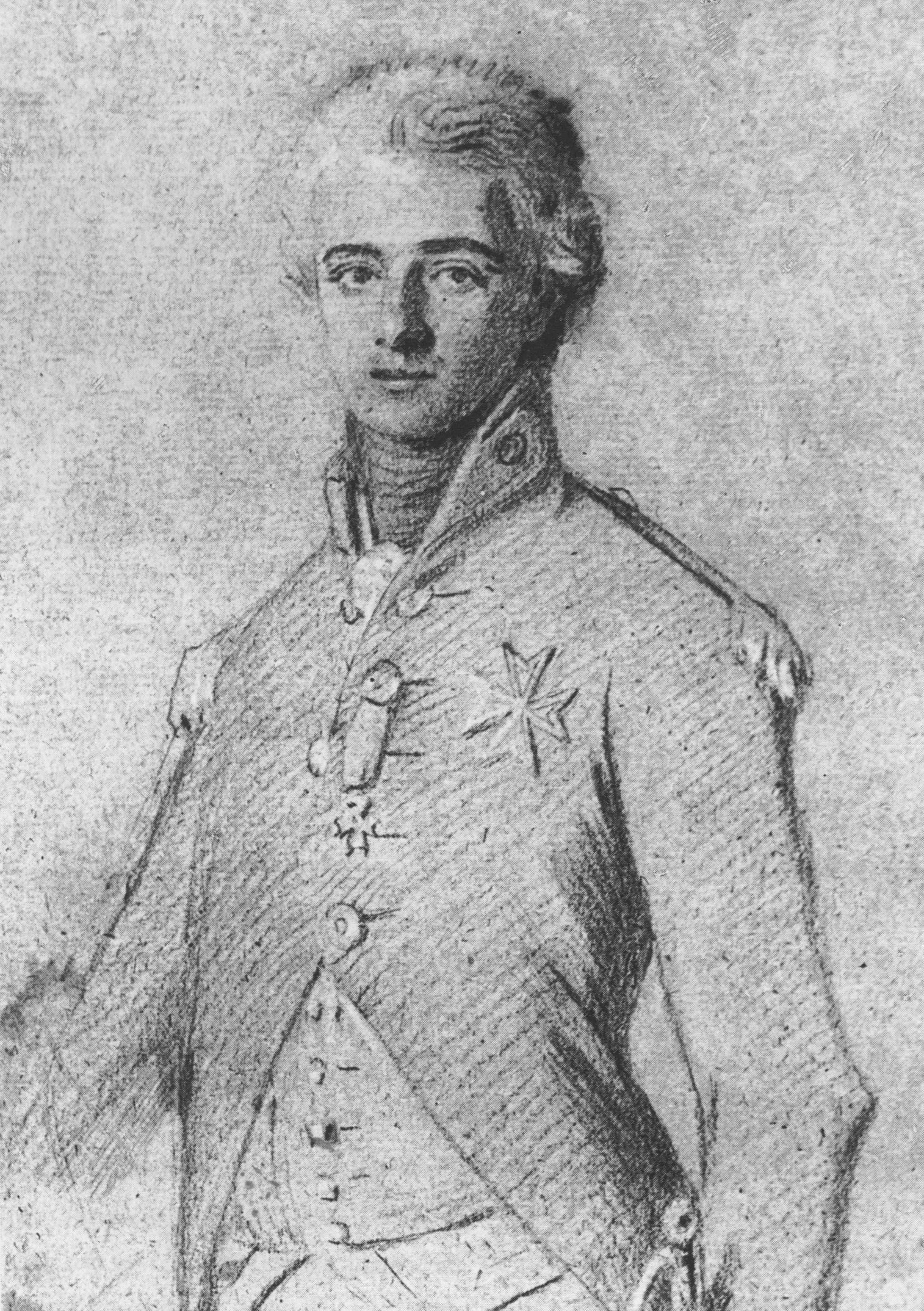
Camillo Marcolini im Jahr 1780

Camillo Graf Marcolini-Ferretti (* 2. April 1739 in Fano; † 10. Juli 1814 in Prag) war ein sächsischer Minister und Generaldirektor der Künste.

## Leben
1752 kam Camillo Marcolini als Silberpage an den sächsischen Hof nach Dresden, weil der Kurprinz Friedrich Christian in Rom seinen Vater persönlich kennengelernt hatte. Den italienischen Grafentitel legte er sich dabei mit großer Wahrscheinlichkeit selber zu. Es gelang ihm, das Vertrauen und die Freundschaft des jungen Kurprinzen und späteren Kurfürsten Friedrich August III. zu erwerben. Bereits 1767 wurde er zum Kammerherrn ernannt und zwei Jahre später zum Oberhofmeister. 1772 erfolgte seine Beförderung zum Wirklichen Geheimen Rat. 1778 erhielt Marcolini den Titel eines Oberkammerherrn, den er 1799 mit dem des Oberstallmeisters tauschte. 1800 unterstellte ihm der Kurfürst Aufsicht und Direktion über alle kurfürstlichen Gestüte. 1809 wurde er königlich-sächsischer Kabinettsminister. In dieser Funktion begleitete er den König bei dessen Flucht nach der Völkerschlacht bei Leipzig 1813. Marcolini verstarb 1814 in der Verbannung in Prag.

## Verdienste
Neben seiner steilen politischen Karriere wurde er 1780 Generaldirektor der Künste und Kunstakademien. Von 1774 bis 1814 war er Direktor der Meißner Porzellanmanufaktur. Auf seine Veranlassung hin wurde von 1775 bis 1814 die Meißner Schwertermarke zusätzlich mit einem Stern, der sogenannten „Marcolini-Marke“, gekennzeichnet. Die Marcolini-Zeit gilt als eine der Hochblüte der Meißner Porzellanmanufaktur.
Marcolini hatte neben seinen Besitzungen, darunter Schloss Oberlichtenau, auch Landschafts- und Gartenbau-Flächen gepachtet. Das wohl bekannteste Gebiet ist der Fasanengarten bei Moritzburg. Auch umliegende Teiche, z. B. der Bärnsdorfer Großteich, wurden von ihm bewirtschaftet. In Moritzburg in Sichtweite des Barockschlosses Moritzburg befand sich der Landsitz von Marcolini, das Marcolinihaus.
In Dresden kaufte Marcolini von 1785 bis 1787 Grundstücke an der Bautzner Straße auf dem „Neuen Anbau“. Dort wollte er ein landwirtschaftliches Mustergut nach englischem Vorbild mit dem Vorwerk als dessen wirtschaftliches Zentrum errichten. Auf den Flächen wurden neben Obst, Feldfrüchten und Hopfen versuchsweise auch Zitrusfrüchte und Maulbeeren angebaut. Ab 1800 ließ er für seine Frau ein Jagdhaus bauen. Dabei handelte es sich um das Dresdner Waldschlösschen, zu dem auch ein Englischer Park gehörte. Ferner war er bemüht, 1789 den Tiergarten in Annaburg zu pachten und regte 1792 die Einrichtung einer Pferdezucht in diesem Tiergarten an.
Marcolini heiratete am 4. Mai 1778 die Baronesse Maria Anna O’Kelly  († 12. Januar 1819), eine Tochter des Feldzeugmeisters Wilhelm O’Kelly und Nachfahrin Jakobs II. von England. Das Paar hatte mehrere Kinder, darunter:
- Augusta (* 1782) ⚭ Joseph von Nimptsch (* 1763; † 3. Januar 1838), Feldmarschall-Lieutenant[4]
- Peter Paul (* 21. Februar 1785; † 25. März 1863), österreichischer Kammerherr ⚭ 1807 Maria Anna Antonia Cavriani (* 11. Mai 1792)[5]
- Joseph Anton Baptist Calixt (* 14. Oktober 1787; † 17. März 1788) begraben im Kloster Marienstern
- Franz de Sales (* 20. Januar 1789), setzte das Geschlecht in Fano fort